# Leptopelis natalensis
Espèce
Synonymes
- Polypedates natalensis Smith, 1849
- Eucnemis bucephalus Günther, 1859 "1858"

Statut de conservation UICN

 LC  : Préoccupation mineure
Leptopelis natalensis est une espèce d'amphibiens de la famille des Arthroleptidae.

## Répartition
Cette espèce est endémique d'Afrique du Sud. Elle se rencontre dans les forêts côtières des provinces du KwaZulu-Natal et du Cap-Oriental.
Sa présence est incertaine en  Mozambique.

## Description

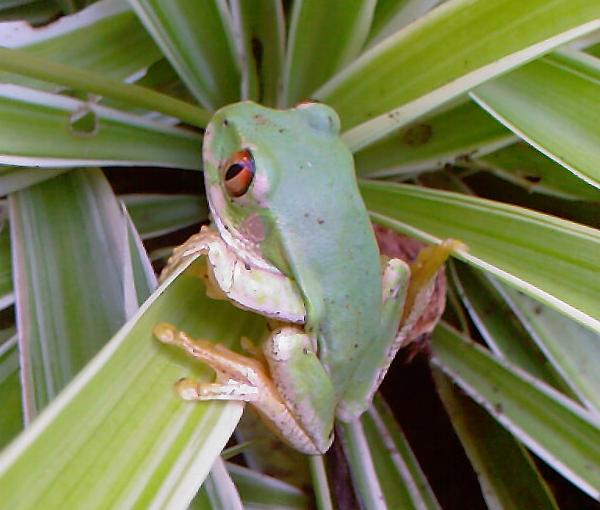
Leptopelis natalensis

Les femelles qui peuvent atteindre 65 mm. Elles pondent leurs œufs à terre dans des "nids". Les larves rejoignent l'eau après leur développement.

## Étymologie
Son nom d'espèce, composé de natal et du suffixe latin -ensis, « qui vit dans, qui habite », lui a été donné en référence au lieu de sa découverte, le Natal, actuellement nommé KwaZulu-Natal.

## Publication originale
- Smith, 1849 : Illustrations of the zoology of South Africa, consisting chiefly of figures and descriptions of the objects of natural history collected during an expedition into the interior of South Africa, in the years 1834, 1835, and 1836; fitted out by "The Cape of Good Hope Association for Exploring Central Africa" : together with a summary of African zoology, and an inquiry into the geographical ranges of species in that quarter of the globe, vol. 3, Appendix.